# Draft WNBA 2020
2019 2021
La draft WNBA 2020 est la cérémonie annuelle de la draft WNBA lors de laquelle les franchises de la WNBA choisissent les joueuses dont elles pourront négocier les droits d’engagement. Les joueuses disputant leur première saison professionnelle sont appelées rookies.
Le choix s'opère dans un ordre déterminé par le classement de la saison précédente, les équipes les plus mal classées sur les deux dernières saisons obtenant les premiers choix. Sont éligibles les joueuses américaines ou scolarisées aux États-Unis allant avoir 22 ans dans l'année calendaire de la draft, ou diplômées ou ayant entamé des études universitaires quatre ans auparavant. Les joueuses « internationales » (ni nées, ni résidantes aux États-Unis) sont éligibles, si elles atteignent 20 ans dans l'année suivant la draft.

## Règles d'éligibilité
En vertu de la convention collective actuelle (CBA) entre la WNBA et son syndicat de joueuses, l'éligibilité à la draft pour les joueuses non définis comme "internationaux" exige que ce qui suit soit:
- Le 22e anniversaire de la joueuse tombe pendant l'année civile de la draft. Pour cet draft, la date limite de naissance est le 31 décembre 2001.
- Elle doit avoir :
  - Terminé son admissibilité à l'université;
  - Obtenu un diplôme de premier cycle ou doit le recevoir dans les trois mois après la draft;
  - Etre retiré d’au moins 4 ans de l’obtention du diplôme d’études secondaires.

Une joueuse qui doit obtenir son diplôme de premier cycle dans les 3 mois suivant la date de la draft et qui est plus jeune que l’âge limite, n’est admissible que si l’année civile de la draft n’est pas antérieure à la quatrième année après l’obtention de son diplôme d’études secondaires.
Les joueuses dont l’admissibilité au collège est maintenue et qui atteignent l’âge limite doivent informer le siège social de la WNBA de leur intention de participer à la draft au plus tard 10 jours avant la date de la draft et doivent renoncer à toute admissibilité au collège pour le faire. Un calendrier de notification séparé est prévu pour les joueuses impliqués dans les tournois d’après-saison (notamment le tournoi de la division I de la NCAA); ces joueuses (normalement) doivent se déclarer pour la draft dans les 24 heures suivant leur match final.
Les "joueuses internationaux" sont définis comme ceux pour qui toutes les affirmations suivantes sont vraies:
- Né et résidant actuellement à l’extérieur des États-Unis.
- N'a jamais "exercé l’éligibilité au basketball interuniversitaire" aux États-Unis.

Pour les "joueuses internationaux", l'âge d'éligibilité est de 20 ans, également mesuré au 31 décembre de l'année de la draft.

## Loterie de la draft
La sélection de la loterie pour déterminer l’ordre des quatre premiers choix de la draft 2020 a eu lieu à la mi-temps du match de demi-finale des Sun du Connecticut contre les Sparks de Los Angeles le 17 septembre 2019 et a été télévisée sur ESPN2. Quatre équipes non qualifiés pour les playoffs se sont sélectionnées pour le tirage au sort : le Fever de l'Indiana, les Wings de Dallas, le Liberty de New York et le Dream d'Atlanta. Les cotes de loterie sont basées sur les résultats cumulatifs des deux dernières saisons régulières (2018 et 2019).
| Équipe                      | Bilan 2018 | Bilan 2019 | Chances à la lotterie | Choix | Choix | Choix | Choix |
| Équipe                      | Bilan 2018 | Bilan 2019 | Chances à la lotterie | 1er   | 2e    | 3e    | 4e    |
| --------------------------- | ---------- | ---------- | --------------------- | ----- | ----- | ----- | ----- |
| Liberty de New York         | 07-27      | 10-24      | 44,2%                 |       |       |       |       |
| Fever de l'Indiana          | 06-28      | 13-21      | 27,6%                 |       |       |       |       |
| Wings de Dallas             | 15-19      | 10-24      | 17,8%                 |       |       |       |       |
| Dream d'Atlanta             | 23-11      | 08-26      | 10,4%                 |       |       |       |       |
| en jaune l’équipe désignée. |            |            |                       |       |       |       |       |

## Joueuses invitées
En raison de la pandémie de Covid-19, cette draft se déroule en virtuelle sans joueuses, ni médias, ni invités.
La Commissioner de la WNBA, Cathy Engelbert annonce les choix de la draft en direct sur ESPN2.

## Draft

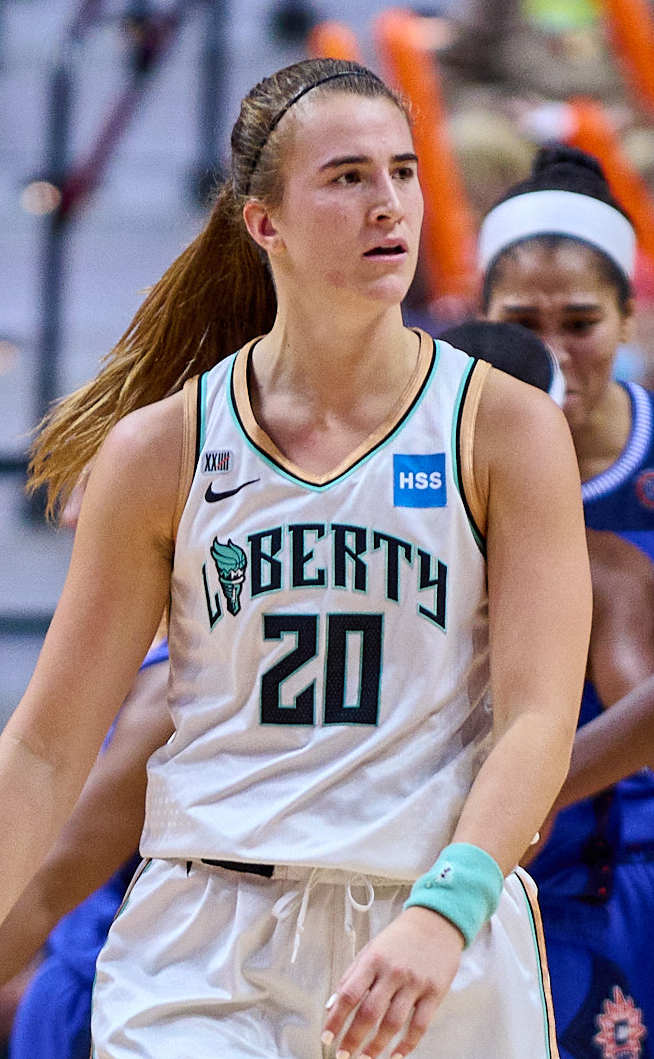
Sabrina Ionescu, 1er choix de la Draft 2020

### Légende
|   | Signale une joueuse qui a été intronisé au Basketball Hall of Fame                                                         |
|   | Signale une joueuse qui a été sélectionnée pour au moins un match annuel WNBA All-Star Game et une sélection All-WNBA Team |
|   | Signale une joueuse qui a été sélectionnée pour au moins un match annuel WNBA All-Star Game                                |
|   | Signale une joueuse qui a été sélectionnée pour au moins une sélection All-WNBA Team                                       |
| R | Signale la joueuse qui a remporté le titre de WNBA Rookie of the Year                                                      |

### Premier tour
| Choix | Nom                     | Position      | Nationalité | Équipe                                                   | Provenance     |
| ----- | ----------------------- | ------------- | ----------- | -------------------------------------------------------- | -------------- |
| 1     | Sabrina Ionescu         | Meneuse       | États-Unis  | Liberty de New York                                      | Oregon         |
| 2     | Satou Sabally           | Ailière       | Allemagne   | Wings de Dallas                                          | Oregon         |
| 3     | Lauren Cox              | Ailière forte | États-Unis  | Fever de l'Indiana                                       | Baylor         |
| 4     | Chennedy Carter         | Arrière       | États-Unis  | Dream d'Atlanta                                          | Texas A&M      |
| 5     | Bella Alarie            | Pivot         | États-Unis  | Wings de Dallas (via le Mercury)                         | Princeton      |
| 6     | Mikiah Herbert Harrigan | Ailière       | Royaume-Uni | Lynx du Minnesota                                        | South Carolina |
| 7     | Tyasha Harris           | Meneuse       | États-Unis  | Wings de Dallas (via le Storm puis le Sun et le Mercury) | South Carolina |
| 8     | Ruthy Hebard            | Ailière forte | États-Unis  | Sky de Chicago                                           | Oregon         |
| 9     | Megan Walker            | Ailière       | États-Unis  | Liberty de New York (via les Aces puis les Wings)        | UConn          |
| 10    | Jocelyn Willoughby      | Ailière       | États-Unis  | Mercury de Phoenix (via les Sparks puis le Sun)          | Virginia       |
| 11    | Kitija Laksa            | Ailière       | Lettonie    | Storm de Seattle (via le Sun)                            | South Florida  |
| 12    | Jazmine Jones           | Meneuse       | États-Unis  | Liberty de New York (via les Mystics)                    | Louisville     |

### Deuxième tour
| Choix | Nom                      | Position      | Nationalité | Équipe                                           | Provenance             |
| ----- | ------------------------ | ------------- | ----------- | ------------------------------------------------ | ---------------------- |
| 13    | Kylee Shook              | Pivot         | États-Unis  | Liberty de New York (via le Dream)               | Louisville             |
| 14    | Kathleen Doyle           | Meneuse       | États-Unis  | Fever de l'Indiana (via le Liberty puis le Lynx) | Iowa                   |
| 15    | Leaonna Odom             | Ailière       | États-Unis  | Liberty de New York (via les Wings)              | Duke                   |
| 16    | Crystal Dangerfield R    | Meneuse       | États-Unis  | Lynx (via le Fever)                              | UConn                  |
| 17    | Brittany Brewer          | Ailière forte | États-Unis  | Dream (via le Mercury)                           | Texas Tech             |
| 18    | Te'a Cooper              | Meneuse       | États-Unis  | Mercury de Phoenix (via le Lynx)                 | Baylor                 |
| 19    | Joyner Holmes (en)       | Ailière forte | États-Unis  | Storm de Seattle                                 | Texas                  |
| 20    | Beatrice Mompremier (en) | Ailière       | États-Unis  | Sparks de Los Angeles (via le Sky)               | Miami                  |
| 21    | Luisa Geiselsöder        | Pivot         | Allemagne   | Wings de Dallas (via les Aces)                   | Donau-Ries (Allemagne) |
| 22    | Leonie Fiebich           | Ailière       | Allemagne   | Sparks de Los Angeles                            | Wasserburg (Allemagne) |
| 23    | Kaila Charles (en)       | Arrière       | États-Unis  | Sun du Connecticut                               | Maryland               |
| 24    | Jaylyn Agnew (en)        | Ailière       | États-Unis  | Mystics de Washington                            | Creighton              |

### Troisième tour
| Choix | Nom                 | Position | Nationalité | Équipe                          | Provenance    |
| ----- | ------------------- | -------- | ----------- | ------------------------------- | ------------- |
| 25    | Mikayla Pivec (en)  | Meneuse  | États-Unis  | Dream d'Atlanta                 | Oregon State  |
| 26    | Erica Ogwumike (en) | Meneuse  | États-Unis  | Liberty de New York             | Rice          |
| 27    | Kobi Thornton       | Ailière  | États-Unis  | Dream d'Atlanta (via les Wings) | Clemson       |
| 28    | Kamiah Smalls (en)  | Arrière  | États-Unis  | Fever de l'Indiana              | James Madison |
| 29    | Stella Johnson (en) | Arrière  | États-Unis  | Mercury de Phoenix              | Rider         |
| 30    | Japreece Dean (en)  | Meneuse  | États-Unis  | Sky de Chicago (via le Lynx)    | UCLA          |
| 31    | Haley Gorecki (en)  | Arrière  | États-Unis  | Storm de Seattle                | Duke          |
| 32    | Kiah Gillespie      | Ailière  | États-Unis  | Sky de Chicago                  | Florida State |
| 33    | Lauren Manis        | Ailière  | États-Unis  | Aces de Las Vegas               | Holy Cross    |
| 34    | Tynice Martin       | Arrière  | États-Unis  | Sparks de Los Angeles           | West Virginia |
| 35    | Juicy Landrum       | Arrière  | États-Unis  | Sun du Connecticut              | Baylor        |
| 36    | Sug Sutton (en)     | Meneuse  | États-Unis  | Mystics de Washington           | Texas         |

## Faits notables
Cathy Engelbert, la commissaire de la ligue, annonce lors de cette soirée, la création du trophée Kobe & Gigi Bryant WNBA Advocacy Award qui sera remis annuellement lors du All-Star Game à partir de la saison 2021, afin de récompenser, les contributeurs et contributrices, qui favorisent le développement du basket-ball féminin. Cette récompense rend hommage à la légende de NBA, Kobe Bryant, ainsi qu'à sa fille Gianna Maria-Onore (Gigi), tous deux décédés dans un crash d'hélicoptère, le 26 janvier dernier,. En prélude de la cérémonie, Gianna Bryant et ses coéquipières elles aussi décédées Alyssa Altobelli et Payton Chester, sont choisies comme choix honorifiques de la draft.
Sœur cadette d'Nneka Ogwumike et Chiney Ogwumike, Erica Ogwumike est choisie au troisième tour par le Lynx, en faisant la famille la plus représentée en WNBA.